# To tunger
To tunger är ett samlingsalbum med Finn Kalvik där låtar skrivna av Inger Hagerup (text) och Finn Kalvik (musik), tidigare utgivna på Finn Kalviks tre första studioalbum, samt en outgiven låt skriven av Hagerup och Kalvik (spår 7), är samlad. Omslaget är designat av Torstein Nybø med foto av Rune Myhre.

## Låtlista
1. "Det hemmelige under" (från finn:) – 1:51
2. "To tunger" (från Tusenfryd og grå hverdag) – 1:55
3. "Eventyr" (från Tusenfryd og grå hverdag) – 1:37
4. "Det bor en gammel baker" (från finn:) – 2:15
5. "Den korsfestede sier" (från Tusenfryd og grå hverdag) – 3:28
6. "Skumring" (från finn:) – 1:46
7. "Disse fiolette morgentimer"
8. "Strofe med vinden" (från Nøkkelen ligger under matta) – 2:50
9. "Strofe" (från finn:) – 2:09
10. "Søte bløte" (från finn:) – 1:00
11. "Min onkel triller piller" (från Tusenfryd og grå hverdag) – 1:28
12. "Kvelden lister seg på tå" (från Nøkkelen ligger under matta) – 2:41